# Stilobezzia limai
Stilobezzia limai är en tvåvingeart som beskrevs av Wirth och Derron 1976. Stilobezzia limai ingår i släktet Stilobezzia och familjen svidknott.
Artens utbredningsområde är São Tomé. Inga underarter finns listade i Catalogue of Life.